# アレフティナ・コルチナ
アレフティナ・コルチナ（Alevtina Pavlovna Kolchina、ロシア語: Алевти́на Па́вловна Ко́лчина、1930年3月11日 - 2022年3月1日）はソビエト連邦ペルミ地方パヴロフスク村出身の元クロスカントリースキー選手。1950年代から1960年代にかけて活躍した。1954年に同じく元クロスカントリースキーオリンピック代表選手のパヴェル・コルチンと結婚し、息子のフョードル・コルチンもノルディック複合でオリンピックに出場した。

## プロフィール
1956年のコルティナダンペッツォオリンピックでオリンピック初出場、10km4位、リレーでは銀メダルを獲得した。翌1957年に息子フョードルを出産、
次のシーズンには競技に復帰、1958年ノルディックスキー世界選手権（フィンランド、ラハティ）では10kmとリレーで金メダルを獲得した。
1960年スコーバレーオリンピックでは10kmで4位とメダルに一歩及ばなかった。
1962年ノルディックスキー世界選手権（ポーランド、ザコパネ）では個人5km、10 km、リレーの3冠に輝き、1964年インスブルックオリンピックではリレーで金メダル、個人5kmで銅メダル、35歳で出場した1966年ノルディックスキー世界選手権（ノルウェー、オスロ）でも金メダル2個、銀メダル1個を獲得、更に1968年のグルノーブルオリンピックでも銅メダル2個を獲得した。
ホルメンコーレンスキー大会では10kmで1961年-1963年まで3連覇、5kmでは1966年に優勝、1963年には夫のパヴェル・コルチン、アストリド・サンビーク
、トールビョルン・イゲセットとともにホルメンコーレン・メダルを受章した。ソビエト連邦選手権では計13個のタイトルを獲得。
現役引退後は1973年にエストニアのOtepää に移り住み、クロスカントリースキーのコーチとして後進を指導していた。
2022年3月1日、死去。